# Tounfit
Tounfit (àrab: تونفيت, Tūnfīt; amazic estàndard marroquí: ⵜⵓⵏⴼⵉⵜ, Tunfit) és una comuna rural de la província de Midelt de la regió de Drâa-Tafilalet, al Marroc. Segons el cens de 2014 tenia una població total de 13.297 persones.